# Хайн, Пит Питерсон
Пит Питерсон Хайн (иной вариант Хейн) или Пит Хейн-старший (нидерл. Piet Pieterszoon Hein или Pieter Pietersen Heyn; 25 ноября 1577 — 18 июня 1629) — голландский адмирал Вест-Индской Компании и Соединённых провинций, герой восьмидесятилетней войны в Нидерландах, прославленный капер.

## Биография
Пит Хейн-старший родился в Делфсхавене (теперь это часть Роттердама), в Южной Голландии. Его отец, Питер Корнелисзоон Хейн (?-1623), владел недвижимостью в Делфте и в конце своей жизни стал капитаном конвойного судна.
Еще будучи подростком Пит Хейн стал моряком. А в возрасте двадцати лет, в 1598 году, вместе с отцом он был захвачен в плен испанцами и около четырех лет был гребцом на галерах в Слёйсе (Фландрия) и в Кадисе, пока в 1602 году не был освобожден в результате обмена на испанских военнопленных.
Однако, уже в 1603 или 1604 году он вновь попал в плен к испанцам в Вест-Индии. В качестве галерного раба Хейн несколько лет провел в Гаване и Санта-Марте.
В 1607 году Хейн поступил на службу в Голландскую Ост-Индскую компанию и отправился в Индийский океан, где флот компании безуспешно атаковал португальские форпосты в Мозамбике, а также блокировал Гоа и Малакку. Вплоть до мая 1611 года Пит Хейн служил в Индонезии, на Молуккских островах.
На родину Хейн вернулся спустя пять лет, уже в звании капитана. Плавал в Атлантике и Средиземном море, пока в 1618 году его корабль не был задержан венецианцами. На службе у Венеции он находился в течение двух лет, но в 1621 году оставил венецианский флот и вернулся в Нидерланды. Он поселился в Роттердаме, а позднее, в 1622 году, стал членом местного городского самоуправления (schepen), даже не имея гражданства этого города, чему способствовал его родственник Авраам Янсзоон де Реус — один из трех бургомистров.
Позже Хейн командовал личным кораблем. Оперировал в Атлантике, в Карибском море и, занимаясь контрабандой, быстро разбогател.
В 1621 году Пит Хейн был принят во вновь созданную Голландскую Вест-Индскую компанию. В его соглашении с компанией было предусмотрено ведение каперской войны против Испании и её колоний, проведение торговых операций и колонизация территорий в пределах границ, установленных хартией от 3 июня 1621 года. В 1623 году он был назначен вице-адмиралом. Под его руководством голландская приватирская эскадра занялась уничтожением испанских кораблей в Карибском море.
В конце 1623 года адмирал Якоб Виллекенс и вице-адмирал Пит Хейн, возглавившие 26 кораблей с 500 орудиями и 3300 людьми, направились в Бразилию, с целью завоевания Бухты Всех Святых.
В 1624 году, вместе с адмиралом Йоганом Уилкеном, его флотилия атаковала португальскую Бразилию. Они выиграли эту битву, захватили город Баия (совр. Салвадор) — столицу колониальной Бразилии и вывезли добычу на 11 трофейных португальских судах.
В августе 1624 года, Хейн, покинув Бразилию, направился к Африканскому побережью. Совершив трансатлантический переход, Хейн в начале июля 1626 года вошел в Карибское море в районе Барбадоса, а потом направился к западной оконечности Кубы — мысу Сан-Антонио.
Вест-Индская компания попустительствовала пиратству. И хотя Хейна сегодня часто называют пиратом, он был именно капером, так как его республика находилась в состоянии войны с Габсбургами, и его действия в Карибском море против испано-португальских сил делали его популярным на родине. Конечно, некоторые приватиры вели себя не лучше обычных пиратов, но Хейн соблюдал строгую дисциплину на своих кораблях и резко пресекал любые проявления недисциплинированности среди экипажей своей эскадры. Кроме того, он никогда не был капёром—индивидуалом, так как под его командованием находился значительный флот боевых кораблей.
Главной целью Хейна был так называемый Серебряный флот Испании, за которым он охотился на протяжении нескольких лет. Он перенес район крейсерства в воды Бразилии, в начале марта 1627 года его корабли вторглись в бухту Баии. Обстреляв город, Хейн захватил и потопил 26 торговых судов, после чего пошел на юг, к Кабу-Фриу.
Всю весну и лето 1627 года он оперировал на морских коммуникациях у бразильских берегов и в июне снова потревожил Баию, а осенью с большой добычей (в основном сахаром, табаком и шкурами) вернулся на родину. За этот круиз, длившийся около 18 месяцев, компания наградила Хейна золотой цепью и медалью.

В апреле 1628 года Хейн получил назначение на должность адмирала и генерал-капитана флота, насчитывавшего 31 судно со 129 бронзовыми и 550 железными пушками. На их борту разместились 2300 моряков и тысяча солдат. Заместителем Хейна был утвержден 60-летний адмирал Хендрик Корнелисзоон Лонк. 

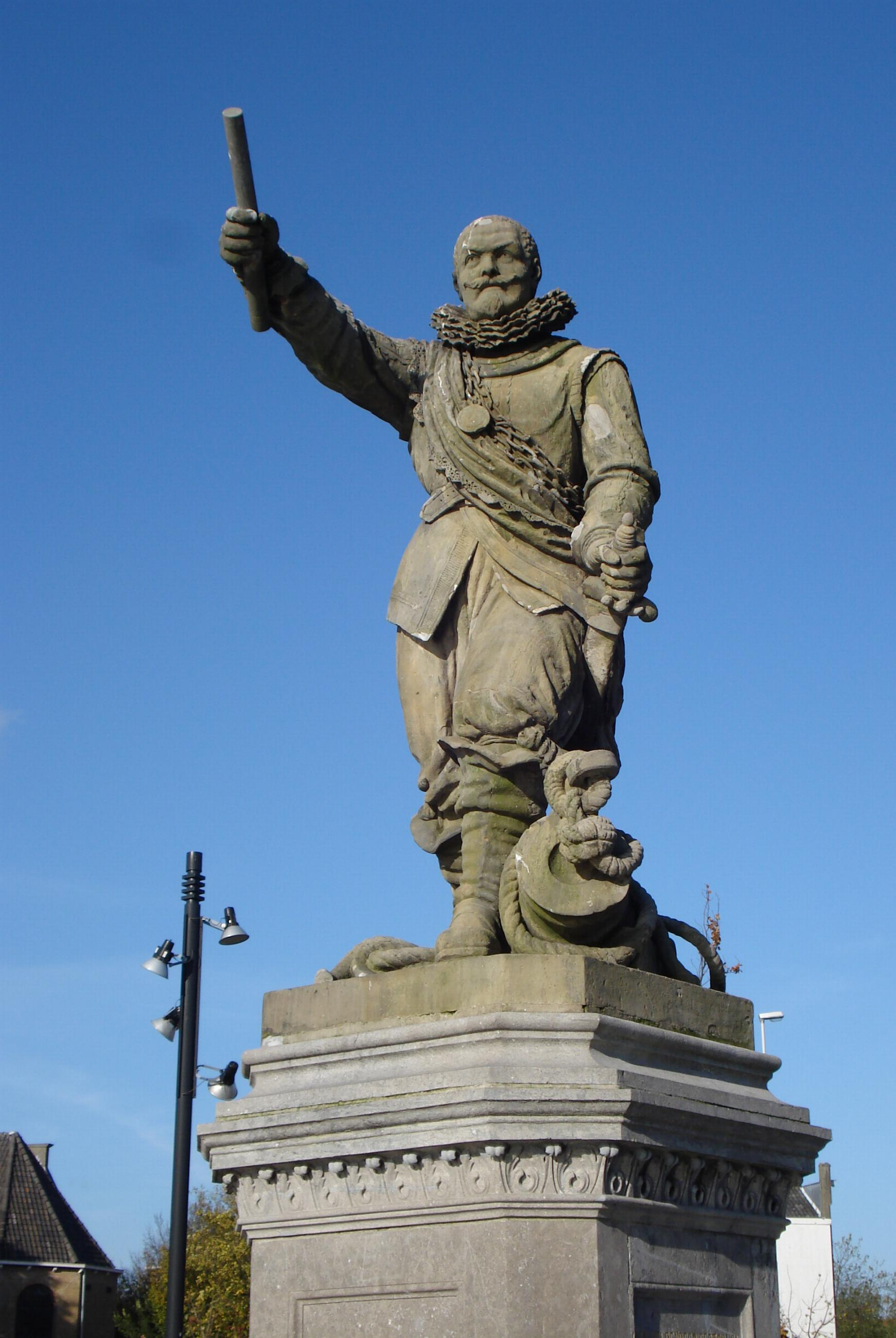
Памятник Питу Хейну в Роттердаме

В 1628 году Хейн, вместе с флаг-капитаном Витте Корнелисзоном де Виттом, вышел на перехват испанского флота, везшего сокровища из своих американских колоний в Мексике, Перу и с Филиппин. К ним позже присоединилась эскадра вице-адмирала Джооста Банкерта, а также пират Мозес Коэн Энрикес. Часть испанского флота в Венесуэле была предупреждена о грозившей опасности, но другая половина из Мексики продолжила свой путь, не подозревая об угрозе.
У кубинского побережья в заливе Матансас Хейн внезапно напал на легендарный флот и захватил, в результате скоротечного боя, испанские суда и огромную добычу. В руки победителей попали сокровища, включавшие 177 329 фунтов серебра, 135 фунтов золота, тысячу жемчужин и разнообразные дорогие товары, такие как индиго и кошениль.
Нападение кораблей Хейна было настолько стремительным и неожиданным для противника, что стрельбы практически не было — и обошлось без кровопролития. Голландцы не взяли в плен испанцев, а наоборот, дали экипажам достаточно запасов, чтоб те могли добраться до Гаваны.
Командующий испанским флотом, рыцарь ордена Сантьяго-де-Компостела, генерал дон Хуан де Бенавидес-и-Басана, за это поражение был приговорен в Испании к смертной казни и после скорого суда — обезглавлен.
Победа Хейна стала крупнейшей каперской операцией за всю историю во всем Карибском бассейне. Чистая прибыль Вест-Индской компании составила около 7 млн гульденов, моряки получили 950 тысяч, директора компании — 70 тысяч, сам Хейн — 7 тысяч гульденов. Пятая часть добычи пошла в пользу государства. Руководство компании смогло выплатить акционерам в 1629—1630 годах дивиденды в размере 75 %. Стоимость взятой Хейном добычи равнялась 2/3 стоимости годового содержания всей голландской армии, что позволило профинансировать её военные действия в течение восьми месяцев и дало возможность захватить мощную крепость Хертогенбос.

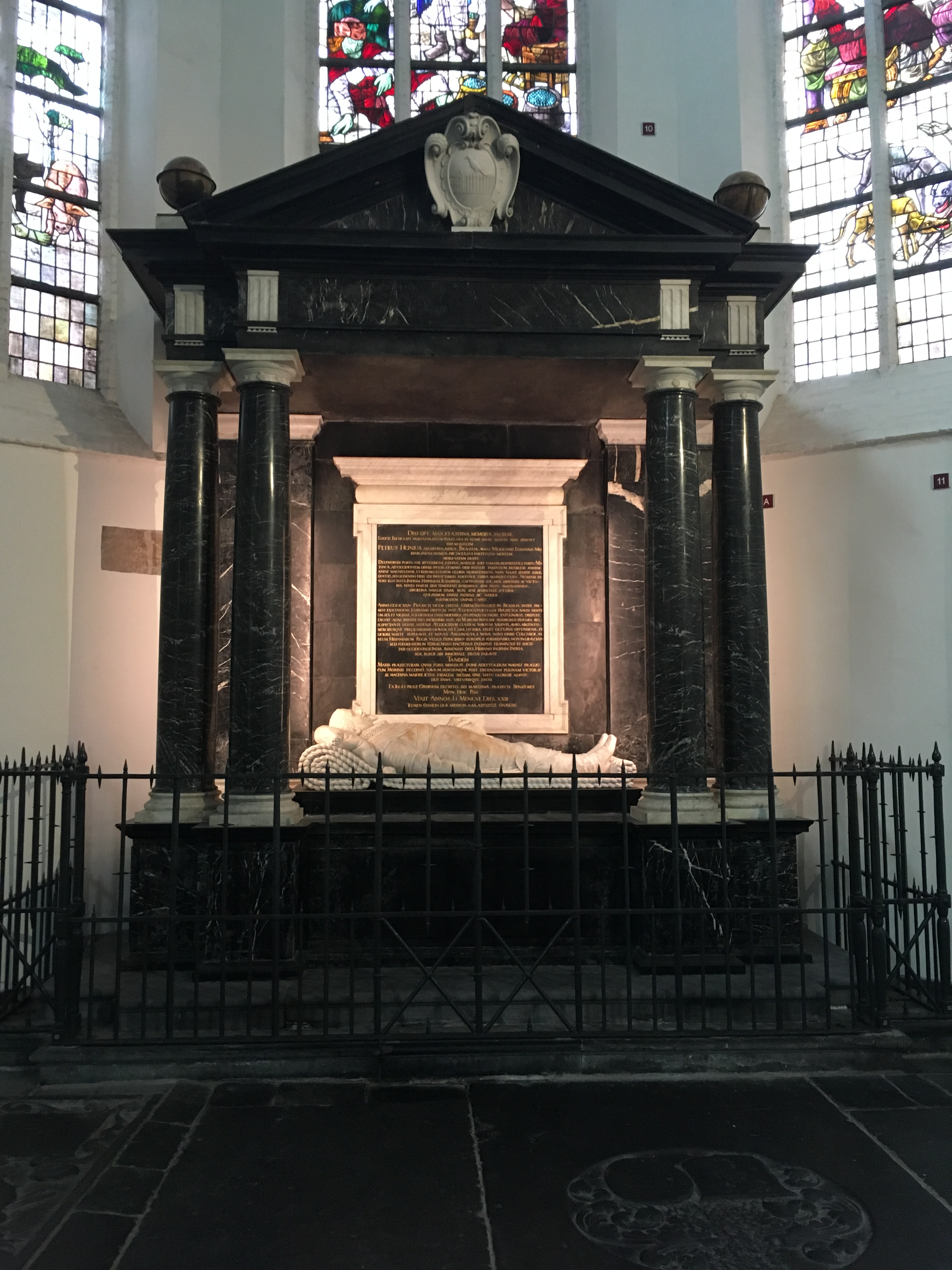
Мемориал Пита Хайна в Старой церкви в Делфте (Ауде керк)

Пит Хейн вернулся в Нидерланды в 1629 году, где он был провозглашен национальным героем. Глядя на восхищенную толпу, встречающую его, с балкона ратуши города Лейдена он заметил бургомистру: «Теперь они прославляют меня, потому что я приобрел богатство без малейшей опасности, но раньше, когда я рисковал своей жизнью в открытом бою, они даже не знали, что я вообще существую…».
Хейн стал первым и последним адмиралом, захватившим столь значительную часть испанского «Серебряного флота» из Америки.
Из-за конфликта с руководителями Вест-Индской компании 26 марта 1629 года он перешел на государственную службу в чине лейтенант—адмирала флота Голландии и Западной Фрисландии, став, таким образом, фактическим Верховным главнокомандующим голландского флота Конфедерации. В этом качестве Пит Хейн-старший принял участие в военной экспедиции против испанских корсаров, базировавшихся в Дюнкерке.
В море он встретился с тремя корсарами из фламандского порта Остенде. Хейн смело направил свой флагман между двумя вражескими кораблями, паля из пушек с обоих бортов. Спустя полчаса, в самый разгар сражения, вражеское ядро угодило ему в левое плечо. 52-летний корсар-герой Питер Хейн-старший был убит на месте.
Тело погибшего флотоводца доставили в Аудекерк (Делфт) и похоронили в усыпальнице Старой церкви. Позже прах поместили в мавзолее, а на одной из площадей в его честь был воздвигнут памятник.

## Память
- В честь Пита Хайна названы корабли ВМС Нидерландов: HNLMS Piet Hein — корабль береговой охраны, HNLMS Piet Hein — эсминец, HNLMS Piet Hein — фрегат.
- Его именем назван тоннель Пит-Хейн (Piet Heintunnel), проходящий в Амстердаме под главным каналом.